# Kahuiiv, Mîkolaiiv
Kahuiiv (în ucraineană Кагуїв) este un sat în comuna Honeatîci din raionul Mîkolaiiv, regiunea Liov, Ucraina.

## Demografie
Componența lingvistică a localității Kahuiiv
     Ucraineană (99,74%)
     Alte limbi (0,26%)
Conform recensământului din 2001, majoritatea populației localității Kahuiiv era vorbitoare de ucraineană (99,74%), existând în minoritate și vorbitori de alte limbi.